# 戈洛夫西克
49°8′44″N 23°13′41″E / 49.14556°N 23.22806°E
戈洛夫西克（烏克蘭語：Головське），是烏克蘭西部的村莊，隸屬利維夫州的桑比爾區。該村處於里布尼克祖布里齊亞河畔，面積3.8平方公里，2009年人口257。